# Miss Slovenije 2012
Miss Slovenije 2012 je bilo lepotno tekmovanje, ki je potekalo kot kasting 1. julija 2012 v hotelu Austria Trend v Ljubljani.
Prejšnji lastnik licence Damir Osredečki je po izboru finalistk tekmovanje zaradi finančnih težav odpovedal. Vskočila sta zakonca Jelka in Igor Šajn. Slednji je povedal, da so želeli licenco imeti že leta 2009, ko je Geržina odšel, pa jih je Osredečki prehitel. Povabili so 40 že prej izbranih deklet na kastinge in na končnem je žirija izmed 10 deklet izbrala Nives Orešnik, ki ni dobila nobene nagrade. Člani žirije so bili Iris Mulej (miss Slovenije 2006), Luka Luka (masker in vizažist), Dejan Nikolič (fotograf), Meri Bešlagič (predstavnica organizatorjev) in Jerneja P. Zhembrovskyy (stilistka zmagovalke).
Dva tedna po zmagi je Nives Orešnik odpotovala na tekmovanje za miss sveta, ki je bilo 18. avgusta 2012 v Ordosu v Notranji Mongoliji na Kitajskem. Tam se je predstavila v kopalkah Nancy Beachwear in obleki Jerneje P. Zhembrovskyy.